# Katakbhavi, Raybag
Katakbhavi là một làng thuộc tehsil Raybag, huyện Belgaum, bang Karnataka, Ấn Độ.